# 마룸산

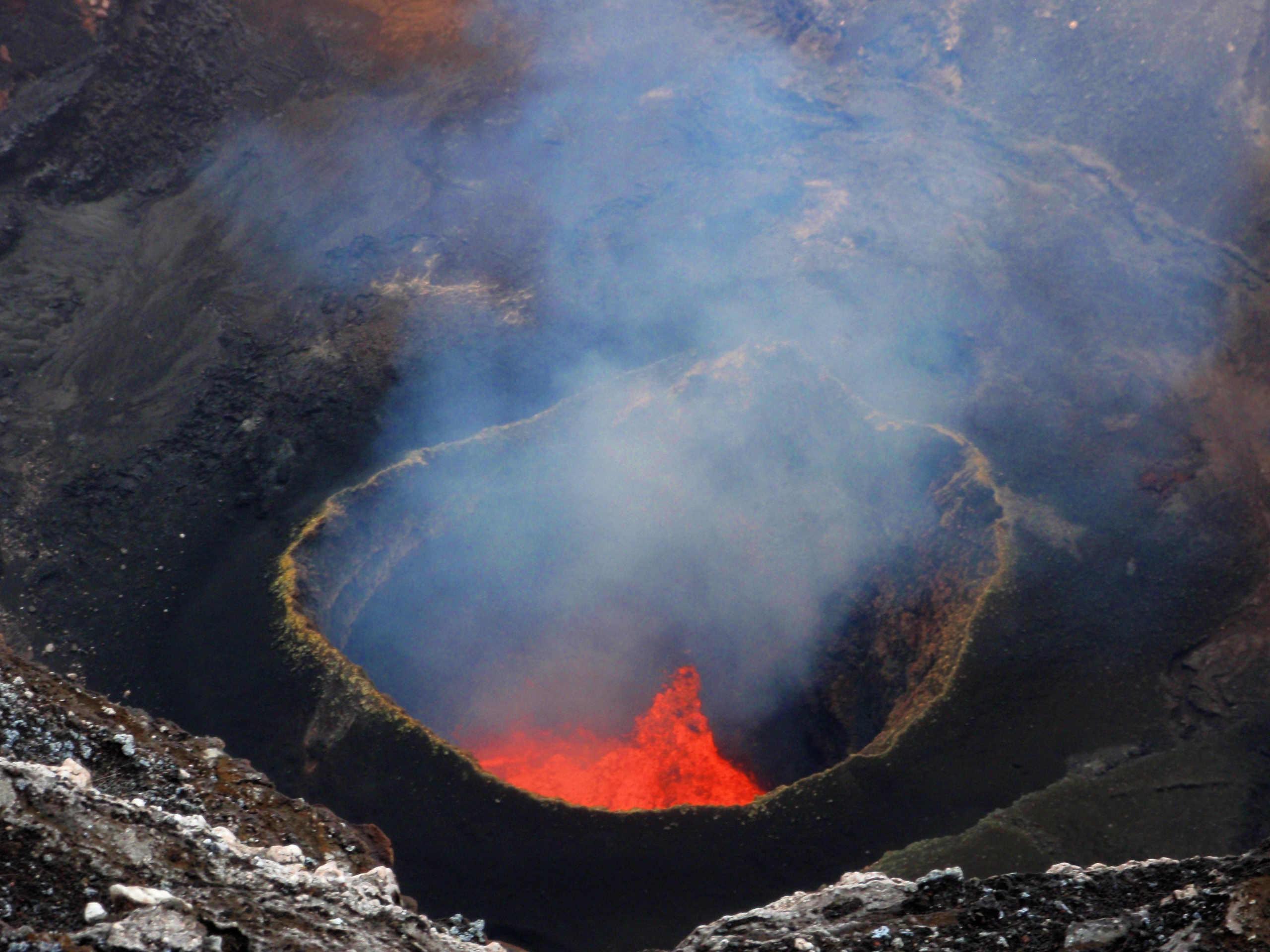
마룸 화산의 용암호

마룸산(Marum)은 바누아투의 암브림섬에 위치한 화산이다. 이 화산은 용암호가 있으며, 벤보 화산과 마찬가지로 용암호는 계속 요동치고 있다. 탐사대원들은 분화구 안에 내려가 부글거리는 용암호를 관찰한다. 이 장면은 손꼽히는 장면이다.